# آخرین نفس (فیلم ۲۰۲۵)
آخرین نفس (به انگلیسی: Last Breath) یک فیلم بقا و دلهره‌آور محصول ۲۰۲۵ به کارگردانی الکس پارکینسون و نویسندگی میچل لافورچون، پارکینسون و دیوید بروکس است. این اثر یک بازسازی از یک فیلم بلند مستندی به همین نام در سال ۲۰۱۹ می‌باشد که پارکینسون با همکاری ریچارد دا کوستا آن را کارگردانی کرد.
این فیلم در ۲۸ فوریه ۲۰۲۵ در ایالات متحده و بریتانیا اکران شد. این فیلم به‌طور کلی نقدهای مثبتی از منتقدان دریافت کرد.

## خلاصه داستان
گروهی از تفنگداران دریایی در یک زیردریایی قصد دارند تا یکی از همرزمان خود را از یک حادثه غواصی نجات دهند.

## بازیگران
- وودی هرلسون
- سیمو لیو
- فین کول
- کلیف کرتیس
- مارک بونار
- می‌آنا بورینگ
- بابی رینزبری
- جوزف آلتین